# Emphytoeciosoma daguerrei
Emphytoeciosoma daguerrei är en skalbaggsart som beskrevs av Julius Melzer 1934. Emphytoeciosoma daguerrei ingår i släktet Emphytoeciosoma och familjen långhorningar.
Artens utbredningsområde är Uruguay. Inga underarter finns listade i Catalogue of Life.